# Ромашкино (Черноморский район)
Рома́шкино (до 1948 года Курма́н-Аджи́; укр. Ромашкине, крымскотат. Qurman Acı, Къурман Аджы) — исчезнувшее село в Черноморском районе Республики Крым, располагавшееся на северо-востоке района, в степной части Крыма, примерно в 4,5 километрах западнее современного села Зоряное.

## Динамика численности населения
| - 1806 год — 49 чел. - 1864 год — 131 чел. - 1889 год — 255 чел. - 1892 год — 167 чел. | - 1900 год — 179 чел. - 1926 год — 241 чел. - 1939 год — 325 чел. |

## История
Первое документальное упоминание села встречается в Камеральном Описании Крыма… 1784 года, судя по которому, в последний период Крымского ханства Джаммалтжи входил в Мангытский кадылык Козловского каймаканства. После присоединения Крыма к России (8) 19 апреля 1783 года, (8) 19 февраля 1784 года, именным указом Екатерины II сенату, на территории бывшего Крымского ханства была образована Таврическая область и деревня была приписана к Евпаторийскому уезду. После павловских реформ, с 1796 по 1802 год входила в Акмечетский уезд Новороссийской губернии. По новому административному делению, после создания 8 (20) октября 1802 года Таврической губернии, Курман-Аджи был включён в состав Яшпетской волости Евпаторийского уезда.
По Ведомости о волостях и селениях, в Евпаторийском уезде с показанием числа дворов и душ… от 19 апреля 1806 года, в деревне Курман-Аджи числилось 8 дворов, 45 крымских татар и 4 ясыра. На военно-топографической карте генерал-майора Мухина 1817 года деревня Курман аджи обозначена с 11 дворами. После реформы волостного деления 1829 года Курман Аджи, согласно «Ведомости о казённых волостях Таврической губернии 1829 года», остался в составе Яшпекской волости. На карте 1836 года в деревне 10 дворов, а на карте 1842 года Курман-Аджи обозначен условным знаком «малая деревня» (это означает, что в нём насчитывалось менее 5 дворов).
В 1860-х годах, после земской реформы Александра II, деревню сделали центром новой Курман-Аджинской волости. В «Списке населённых мест Таврической губернии по сведениям 1864 года», составленном по результатам VIII ревизии 1864 года, Курман-Аджи — владельческая татарская деревня, с 30 дворами, 131 жителем и 2 мечетями при колодцах. По обследованиям профессора А. Н. Козловского 1867 года, вода в колодцах деревни Курмангаджи была солоноватая, а их глубина колебалась от 1 до 5 саженей (от 2 до 10 м). На трёхверстовой карте Шуберта 1865—1876 годов в деревне обозначено также 30 дворов. По «Памятной книге Таврической губернии 1889 года», включившей результаты Х ревизии 1887 года, в деревне Курман-Аджи числилось 45 дворов и 255 жителей. Согласно «…Памятной книжке Таврической губернии на 1892 год», в деревне Курман-Аджи, входившей в Отузский участок, было 167 жителей в 28 домохозяйствах.
Земская реформа 1890-х годов в Евпаторийском уезде прошла после 1892 года; в результате Курман-Аджи приписали к Донузлавской волости. По «…Памятной книжке Таврической губернии на 1900 год» в деревне числилось 179 жителей в 23 дворах, а в Статистическом справочнике 1915 года деревня пропущена.
После установления в Крыму Советской власти, по постановлению Крымревкома от 8 января 1921 года № 206 «Об изменении административных границ» была упразднена волостная система и образован Евпаторийский уезд, в котором создан Ак-Мечетский район и село вошло в его состав, а в 1922 году уезды получили название округов. 11 октября 1923 года, согласно постановлению ВЦИК, в административное деление Крымской АССР были внесены изменения, в результате которых округа были отменены, Ак-Мечетский район упразднён и село вошло в состав Евпаторийского района. Согласно Списку населённых пунктов Крымской АССР по Всесоюзной переписи 17 декабря 1926 года, в селе Курман-Аджи, Керлеутского сельсовета Евпаторийского района, числилось 49 дворов, из них 47 крестьянских, население составляло 241 человек, из них 233 татарина и 8 украинцев, действовала татарская школа. Постановлением КрымЦИКа от 30 октября 1930 года «О реорганизации сети районов Крымской АССР» был восстановлен Ак-Мечетский район (по другим данным, это произошло 15 сентября 1931 года), и село вновь включили в его состав. По данным всесоюзной переписи населения 1939 года в селе проживало 325 человек.
В 1944 году, после освобождения Крыма от фашистов, согласно Постановлению ГКО СССР № 5859 от 11 мая 1944 года, 18 мая крымские татары были депортированы в Среднюю Азию. С 25 июня 1946 года Курман-Аджи в составе Крымской области РСФСР. Указом Президиума Верховного Совета РСФСР от 18 мая 1948 года Курман-Аджи переименовали в Ромашкино. 26 апреля 1954 года Крымская область была передана из состава РСФСР в состав УССР. Время включения в состав Межводненского сельсовета пока не установлено: на 15 июня 1960 года село уже числилось в его составе. Населённый пункт ликвидирован в период между 1968 годом, когда село ещё числилось в составе Межводненского сельского совета и 1977 годом, когда Ромашкино уже числилось в списке упразднённых сёл.